# Baica, Sălaj

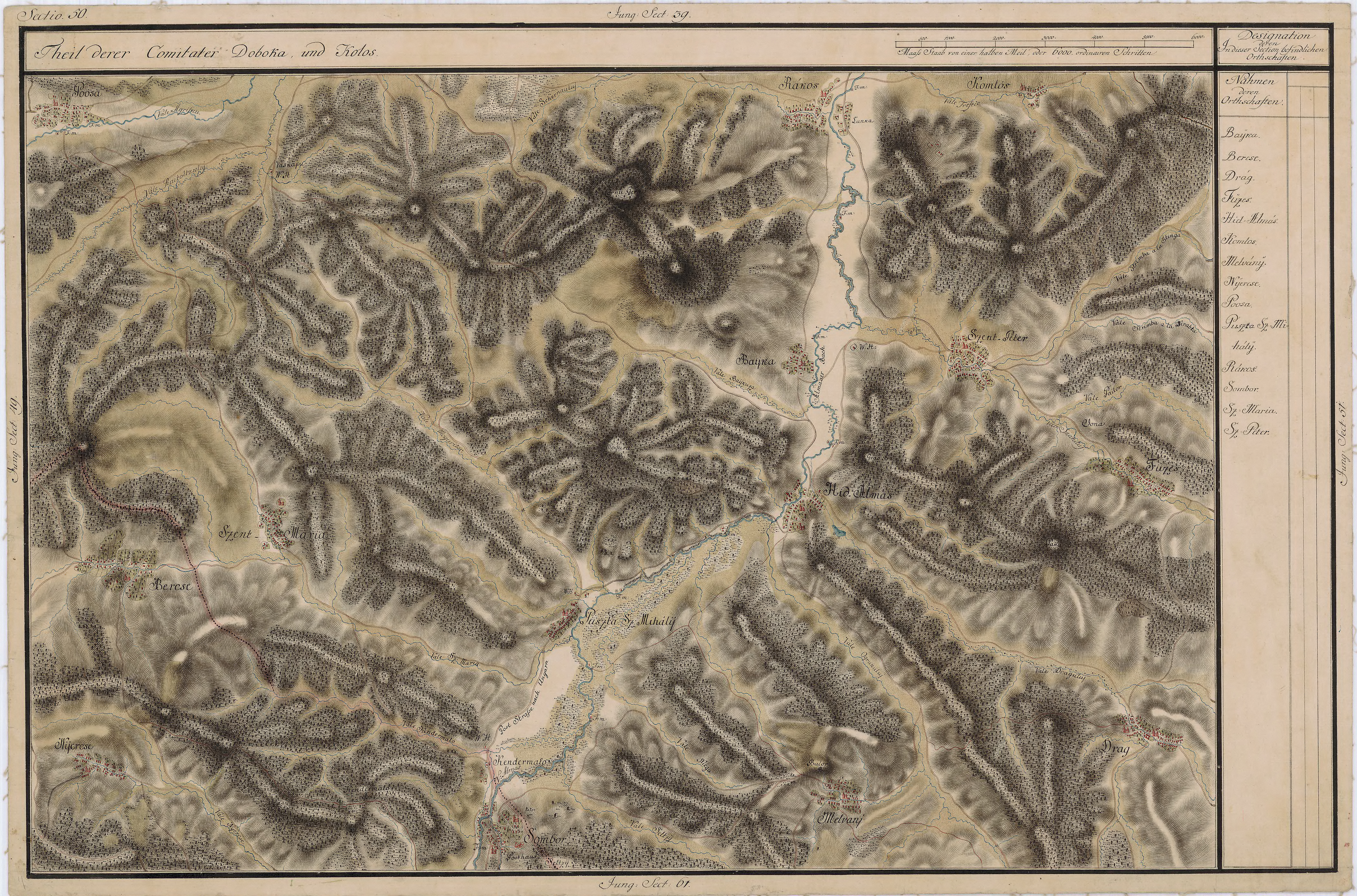
Baica în Harta Iosefină a Transilvaniei, 1769-73

Baica este un sat în comuna Hida din județul Sălaj, Transilvania, România.

## Lăcașuri de cult
- Biserica "Sfinții Arhangheli", construită în 1645. De plan dreptunghiular, cu absidă poligonală decroșată [1], are un turn-clopotniță cu foișor pe pronaos. Prezintă o bogată decorație sculptată și picturi murale din secolul XVIII.

## Imagini

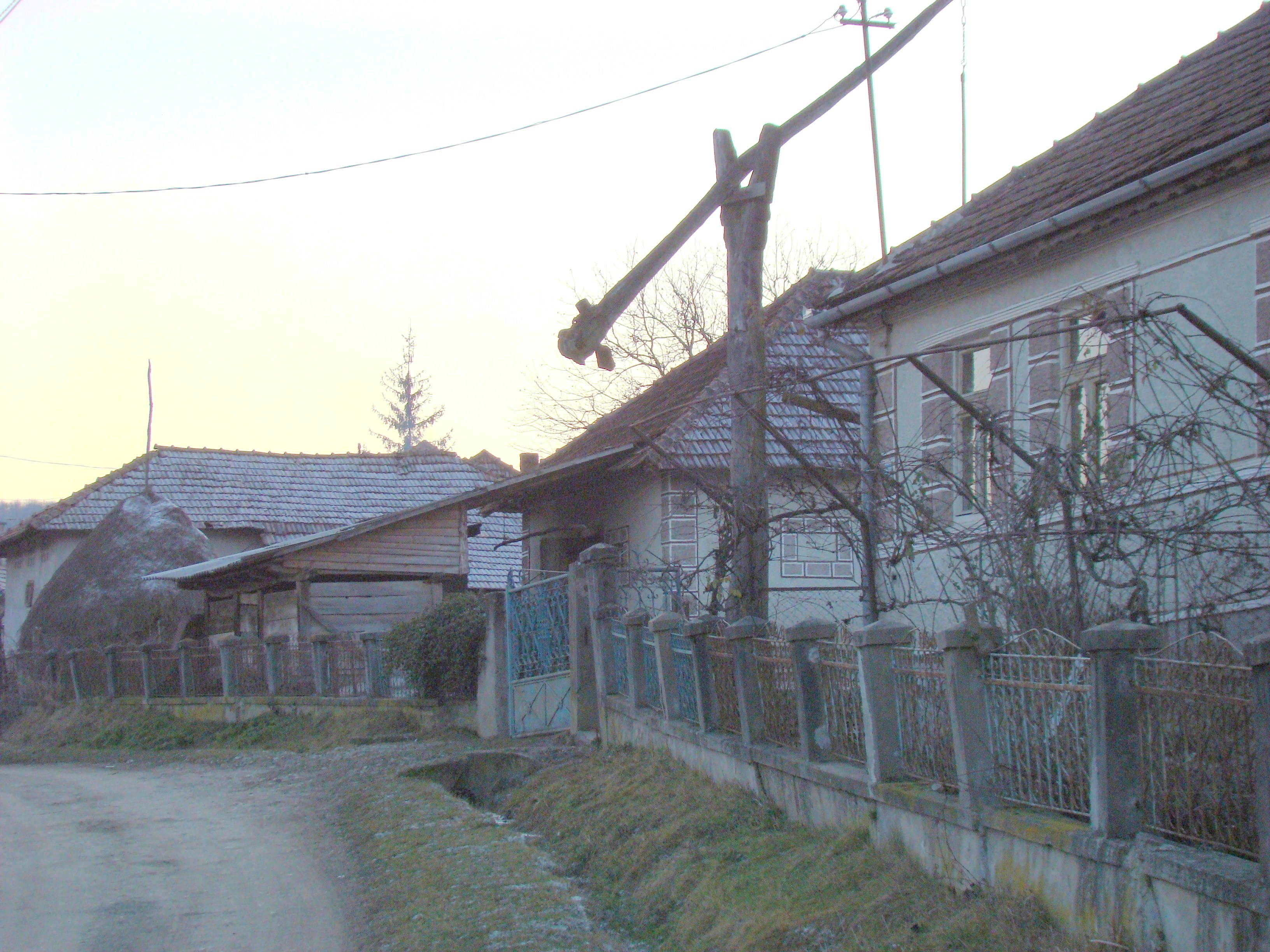
Imagine stradală din Baica: fântână cu cumpănă
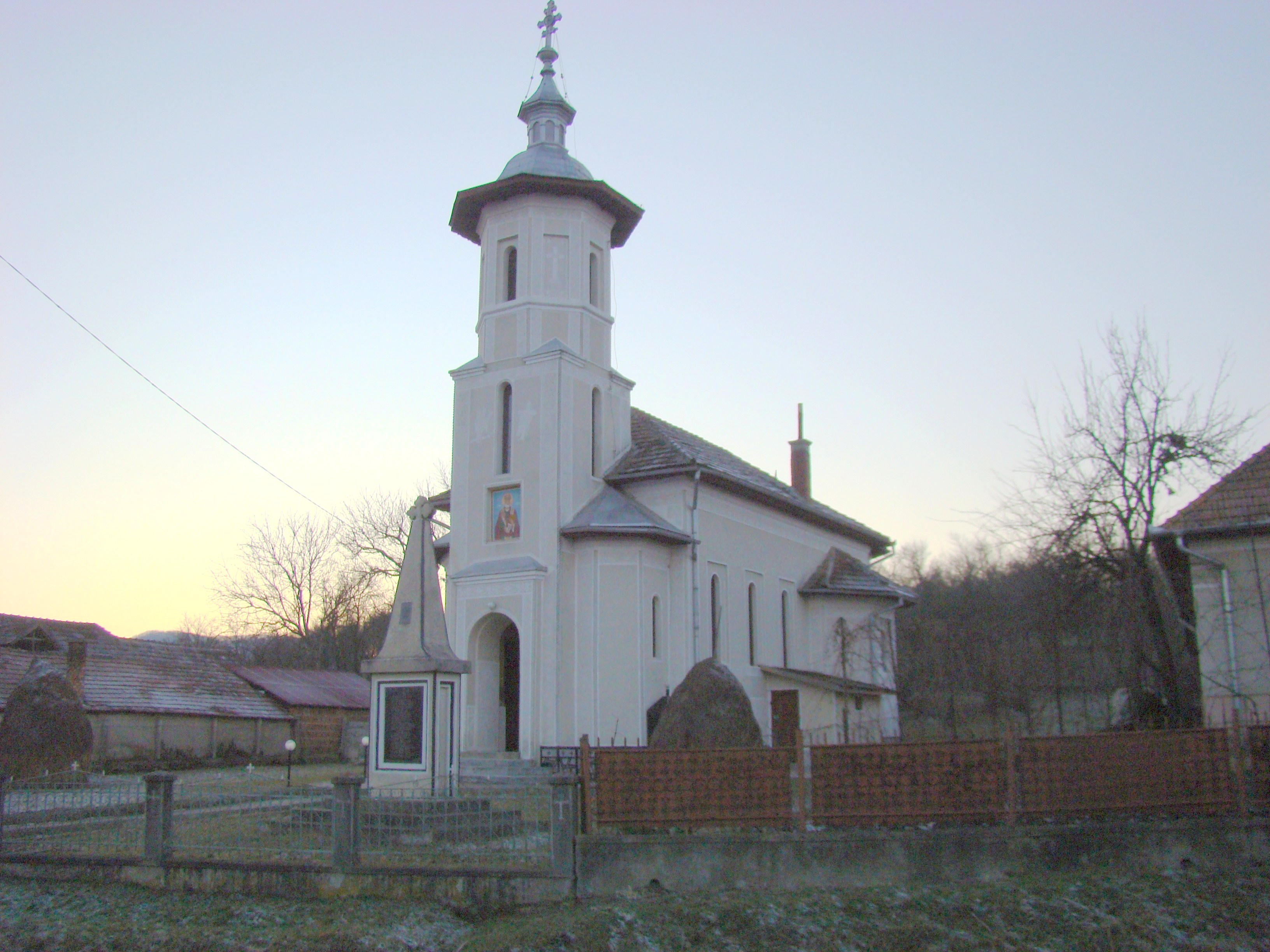
Biserica ortodoxă nouă din Baica, foto: decembrie 2008.
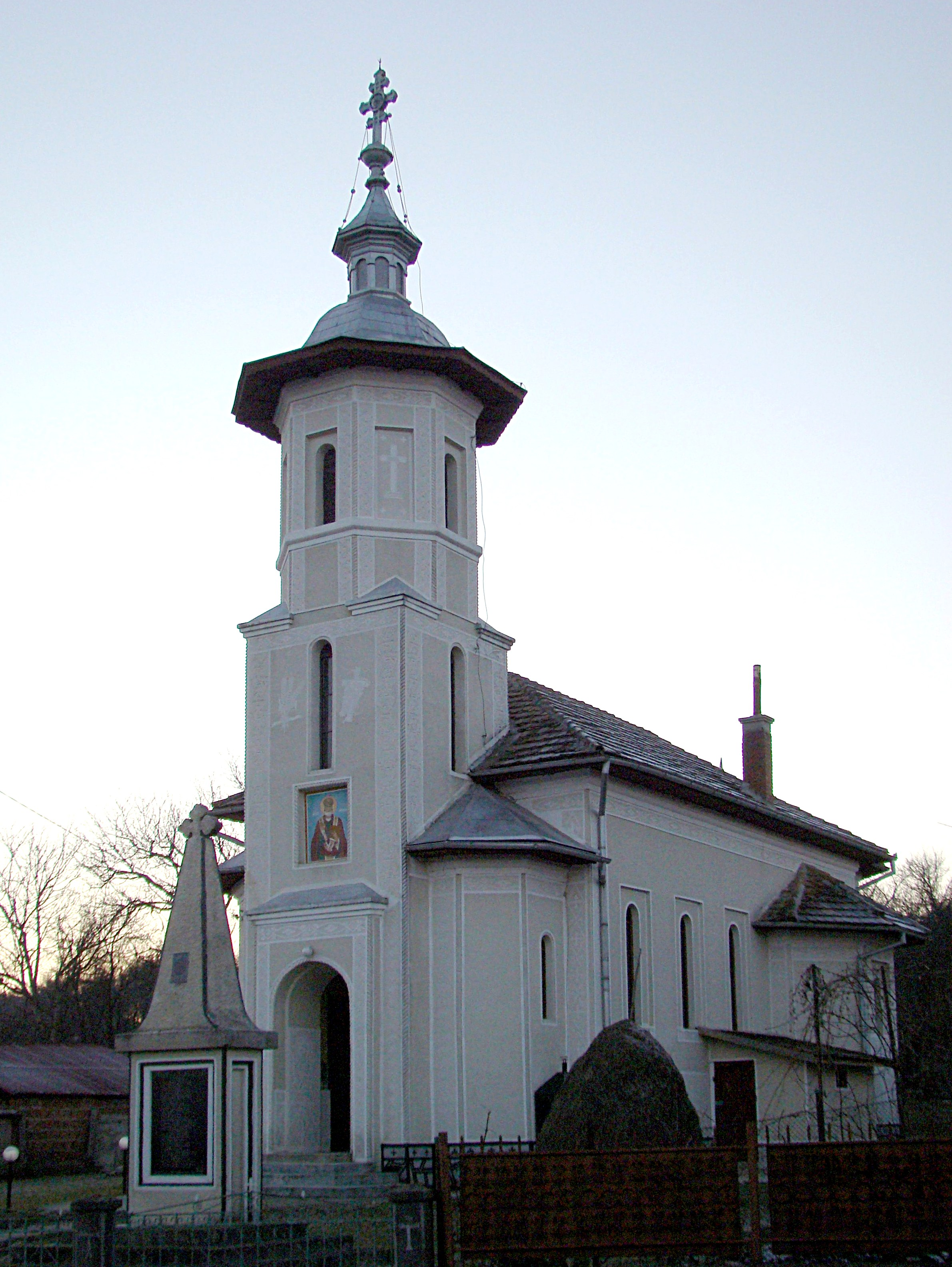

## Personalități
- Vasile Domșa (1858 - 1931), delegat în Marea Adunare Națională de la Alba Iulia 1918